# Sợi actin

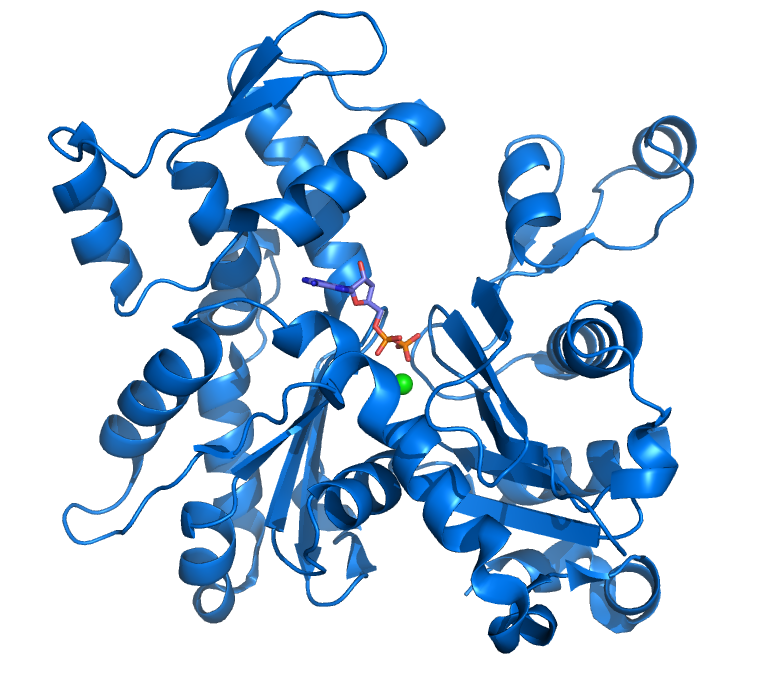

Trong sinh học, sợi actin (còn gọi là sợi mỏng, đối lập với sợi dày) là một loại sợi trong cấu trúc cơ của động vật. Nó gồm 3 thành phần protein khác nhau:
- actin
- tropomyosin
- troponin

Khung của sợi actin là phân tử actin F xoắn kép. Chiều dài của mỗi vòng xoắn vào khoảng 70 nm. Mỗi chuỗi của dây xoắn kép actin F gồm nhiều phân tử actin G trùng hợp (có khoảng 13 phân tử actin G trong mỗi vòng xoắn). Gắn với mỗi phân tử actin G có một phân tử ADP. Chính các phân tử ADP này là những vị trí hoạt động của các sợi actin, nơi các cầu nối của sợi myosin sẽ tác động vào để gây co cơ. Các vị trí hoạt động xếp theo hình chữ chi trên toàn bộ sợi actin, cách nhau khoảng 2,7 nm.
Mỗi sợi actin dài khoảng 1 micromet. Mỗi đầu của sợi luồn sâu vào vạch Z, đầu kia cài vào khoảng giữa các sợi myosin của các đơn vị tơ cơ (sarcomere) ở kề bên.